# Nanchang

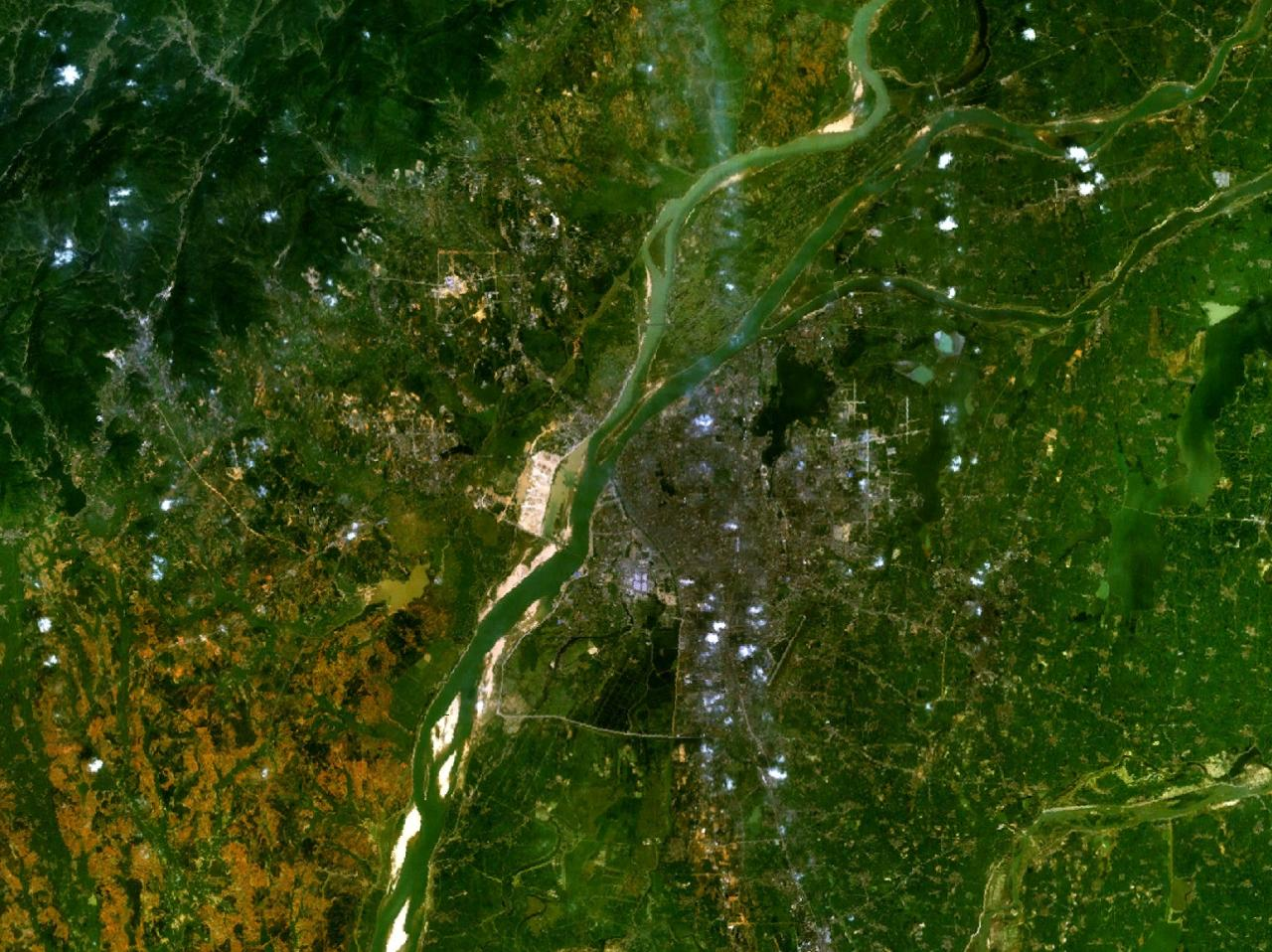
Satellietfoto van Nanchang, gemaakt door de NASA Landsat-satelliet op 35 km hoogte

Nanchang (Chinees: 南昌; pinyin: Nánchāng) is een stad in het zuidoosten van China aan de rivier Gan Jiang, ten zuidoosten van Wuhan. De in de 12e eeuw gestichte stad is de hoofdstad van provincie Jiangxi. Bij de volkstelling van 2020 had de stad 4.435.438 inwoners.
De stadsagglomeratie grenst in het noordoosten aan het Poyangmeer.

## Economie
Nanchang heeft een metronetwerk, rivierhaven, spoorwegverbindingen met belangrijke steden als Shanghai, Zhejiang en Hunan, en een luchthaven. Het is een groot economisch en industrieel centrum met veel machinewerkplaatsen, textiel- en papierfabrieken en installaties waar chemische producten, tractoren, cement, banden en geneesmiddelen worden gefabriceerd. Er bevindt zich een grote staalfabriek van Nanchang Steel, thans onderdeel van de staalgroep Fangda Steel.

## Geschiedenis
Nanchang werd in de 12e eeuw tijdens de Song-dynastie als vestingstad gesticht. De huidige naam kreeg de stad echter pas tijdens de Ming-dynastie.
Nanchang wordt beschouwd als de plaats waar het Chinese Volksbevrijdingsleger is ontstaan. In 1927 vocht een groep van 30.000 communistische strijders, geleid door Zhu, tegen de overheid van Kwomintang-China en vestigde er kort de eerste sovjetrepubliek in China.

Van 1939 tot 1945 was Nanching bezet door Japan; van 1945 tot 1949 door de Kwomintang en vanaf 1949 door communisten.

## Partnerstad
- Skopje (Macedonië), sinds 1985[1]